# Auflage (Verwaltungsrecht)
Die Auflage ist in der Dogmatik des deutschen Verwaltungsrechts eine selbständige Nebenbestimmung zu einem Verwaltungsakt (VA), mit der dem Begünstigten des VA ein Tun, Dulden oder Unterlassen vorgeschrieben wird. Die Auflage ist in § 36 Abs. 2 Nr. 4 VwVfG legaldefiniert.

## Auflage
Die Auflage kann nur mit einem begünstigenden VA verbunden werden, da eine Auflage eine Belastung darstellt und es keinen Sinn ergibt, zu einem nicht begünstigenden VA in Form einer Nebenbestimmung eine weitere Belastung hinzuzufügen.
Die Rechtsnatur der Auflage war lange Zeit umstritten. Teilweise wurde sie als eigenständiger VA angesehen. Dem ist jedoch nicht zuzustimmen, da die Auflage zwar eine eigenständige Regelung enthält, aber gem. § 36 Abs. 2 VwVfG mit dem Haupt-VA verbunden wird. Sie ist somit akzessorisch.
Beispiel: A wird eine Baugenehmigung (begünstigender Haupt-VA) erteilt mit der Auflage, zwei zusätzliche Stellplätze zu bauen (akzessorische Belastung).

### Auflagen im Versammlungsrecht
Eine gem. § 15 Abs. 1 Versammlungsgesetz (VersG) so bezeichnete Auflage anstelle eines Versammlungsverbots ist keine Nebenbestimmung im Sinne des § 36 Abs. 2 Nr. 4 VwVfG. Denn § 14 VersG normiert nur eine Anzeigepflicht, keine Genehmigungspflicht von Versammlungen. Daher fehlt es an einem Haupt-VA, dem die „Auflage“ beigefügt werden könnte. Anordnungen nach § 15 Abs. 1 VersG sind daher selbständige Verwaltungsakte.

### Modifizierende Auflage
Eine modifizierende Auflage oder Änderungsauflage liegt vor, wenn der beantragte Verwaltungsakt durch die Auflage so verändert wird, dass er nicht mehr dem ursprünglich gewollten VA entspricht.
Beispiel: A beantragt eine Baugenehmigung für ein dreistöckiges Haus, genehmigt werden aber nur zwei Stockwerke.
Die modifizierende Auflage stellt inhaltlich keine Nebenbestimmung zu dem ursprünglich beantragten VA dar, sondern die Ablehnung des beantragten dreistöckigen Gebäudes. Denn Wesen einer Nebenbestimmung ist, dass diese neben der Hauptbestimmung steht und nicht den eigentlichen Genehmigungsgegenstand verändert.

## Auflagenvorbehalt
Der Auflagenvorbehalt zielt auf eine Veränderung des VAs nach Erlass ab (§ 36 Abs. 2 Nr. 5 VwVfG). Die Behörde behält es sich vor, dem Haupt-VA zu einem späteren Zeitpunkt eine Auflage beizufügen, womit das Entstehen schutzwürdigen Vertrauens verhindert wird.

## Abgrenzung zur Bedingung
Eine Bestimmung, nach der der Eintritt oder der Wegfall einer Vergünstigung oder einer Belastung von dem ungewissen Eintritt eines zukünftigen Ereignisses abhängt, ist eine Bedingung (§ 36 Abs. 2 Nr. 2 VwVfG). Nach Friedrich Carl von Savigny suspendiert die Bedingung, zwingt aber nicht, während die Auflage zwingt, aber nicht suspendiert.
Soll danach die Wirksamkeit der Hauptbestimmung von der Erfüllung der Nebenbestimmung abhängen, liegt eine Bedingung vor. Bis zum Bedingungseintritt ist die Wirksamkeit des Haupt-VA aufgeschoben (suspendiert) bzw. fällt mit Bedingungseintritt weg. Die (Nicht-)Erfüllung der Auflage als einer eigenständigen Regelung lässt die Wirksamkeit des Haupt-VA dagegen unberührt. Anders als der Bedingungseintritt ist die Erfüllung der Auflage im Wege der Verwaltungsvollstreckung erzwingbar.
Im Zweifel ist von einer Auflage als dem weniger einschneidenden Mittel auszugehen.

## Rechtsschutz
Nach neuerer Rechtsprechung des Bundesverwaltungsgerichts ist gegen belastende Nebenbestimmungen eines Verwaltungsakts die Anfechtungsklage gegeben. Ob diese zur isolierten Aufhebung der Nebenbestimmung führen kann, ist dagegen eine Frage der Begründetheit und nicht der Zulässigkeit des Anfechtungsbegehrens, sofern nicht eine isolierte Aufhebbarkeit offenkundig von vornherein ausscheidet. Für diese Ansicht spricht, dass § 113 Abs. 1 S. 1 VwGO die Möglichkeit der Teilanfechtung vorsieht. Nach diesem kann ein VA aufgehoben werden, soweit er rechtswidrig ist und der Kläger dadurch in seinen Rechten verletzt ist.
Die Anfechtungsklage bzw. Fortsetzungsfeststellungsklage gem. § 113 Abs. 1 Satz 4 VwGO ist auch statthaft gegen versammlungsrechtliche Auflagen.
Im Fall einer modifizierenden Auflagen ist dagegen die Verpflichtungsklage auf Erlass des ursprünglich beantragten VA statthaft.